# Novodmîtrivka, Krasnopillea
Novodmîtrivka (în ucraineană Новодмитрівка) este un sat în așezarea urbană Krasnopillea din regiunea Sumî, Ucraina.

## Demografie
Componența lingvistică a localității Novodmîtrivka
     Ucraineană (93,8%)
     Rusă (6,2%)
Conform recensământului din 2001, majoritatea populației localității Novodmîtrivka era vorbitoare de ucraineană (93,8%), existând în minoritate și vorbitori de rusă (6,2%).